# Josef Julius Wecksell
Josef Julius Wecksell (Åbo, 19 marzo 1838 – Helsingfors, 9 agosto 1907) è stato un poeta e drammaturgo finlandese di lingua svedese, conosciuto soprattutto per la sua tragedia Daniel Hjort del 1862.

## Biografia
Wecksell era figlio di un cappellaio (Johan Wecksell) originario del socken di Veckholm nello Uppland. Il giovane Wecksell iniziò a scrivere dall'età di tredici anni un'enorme quantità di fiabe, poesie e pièces teatrali, alcune delle quali saranno in seguito pubblicate e altre sono rimaste allo stato di manoscritto. Una delle sue commedie, Tre friare (con musica di Carl Wasenius) fu rappresentata all'inizio degli anni '50 del XIX secolo a Turku e nel 1860-1861 a Stoccolma e segnò l'inizio della sua fama tra il grande pubblico. Già al tempo degli studi al ginnasio progetto di scrivere un'ambiziosa tragedia "Skuggornas hämnd" (la vendetta delle ombre) che avrebbe dovuto trattare lo stesso tema che sarà poi al centro della famosa tragedia Daniel Hjort
Nel 1858, completati gli studi al ginnasio, si iscrisse all'università e nel 1860 pubblicò la sua prima antologia di poesie dal titolo Valda ungdomsdikter, subito dopo aver debuttato sulle pagine di "Lännetär", la rivista degli studenti universitari della Finlandia occidentale. Wecksell si ispirò spesso per le sue composizioni ai grandi poeti tedeschi del calibro di Friedrich Schiller, Johann Wolfgang Goethe, William Shakespeare, Lord Byron e Heinrich Heine. Questo momento segna, tuttavia, un punto di svolta nella sua vita. Le sue condizioni di salute, sempre precarie, si aggravarono a causa di un'acuta depressione. Nel frattempo completò il suo capolavoro, Daniel Hjort, che venne messo in scena allo Svenska Teatern di Helsingfors il 26 novembre dello stesso anno (1862) e stampato lo stesso anno con una prefazione del celebre Fredrik Cygnaeus e nel 1864 venne riproposto al Kungliga Dramatiska Teatern nella capitale svedese. Già in occasione della prima del suo spettacolo si ammalò di una grave psicosi che lo accompagnò sino alla fine della sua vita. Dal 1865 alla morte, avvenuta nel 1907, fu internato nell'ospedale psichiatrico Lappvikens sjukhus di Helsingfors. La raccolta delle sue poesie uscì nel 1868.
Ancora oggi Wecksell è considerato uno dei maggiori scrittori della tradizione finnlandsvenska.

## Opere
- J. J. Wecksell, Valda Ungdomsdikter, Turku, 1860. URL consultato il 17 maggio 2014.
- J. J. Wecksell, Daniel Hjort: Sorgespel i fem akter med fyra tablåer, Helsingfors, 1863.
- J. J. Wecksell, Samlade dikter, Helsingfors, 1868, libris 3159457.
- J. J. Wecksell, Samlade dikter inledda och utgivna av Gunnar Castrén 1–2, 5. uppl., Stockholm, Björck & Börjesson, 1919–1920.
- J. J. Wecksell, Giftermålsspekulanten: Komedi i en akt med sång, Borgåbladets teaterbibliotek, 29, Borgå, 1931.
- J. J. Wecksell, Tre friare: Skämt i en akt med sång, Borgåbladets teaterbibliotek, 27, Borgå, 1931.
- J. J. Wecksell, Dikter i urval med inledning av Karin Allardt Ekelund, Helsingfors, Söderström, 1960.
- J. J. Wecksell, Samlade dikter med inledning och kommentar av Karin Allardt Ekelund, Finlandssvensk vitterhet. Skrifter utgivna av Svenska litteratursällskapet i Finland, 395, Helsingfors, 1962, ISSN 0039-6842 (WC · ACNP).